# J'haïs le hockey
 (mars 2014).
J'haïs le hockey est le premier d'une saga de romans noirs du même titre (J'haïs...) par l'auteur François Barcelo, publié en 2011 par les éditions Coups de tête. L'histoire est basée sur la violence au hockey mineur et la pédophilie.
Récemment divorcé et ayant perdu son emploi, Antoine Vachon est un grand opposant au sport le plus apprécié au Québec : le hockey. L'entraîneur de l'équipe où joue son fils Jonathan est victime d'un meurtre. Qui l'a tué ? Un parent mécontent ou un des joueurs de son équipe ? Antoine se sent dans l'obligation de le remplacer malgré tout. Est-ce que Jonathan a quelque chose à voir avec son ancien entraîneur ? Il est le seul à connaître la vérité sur ce drame qui pourrait bouleverser dans ce domaine du hockey mineur.

## Résumé
- Au début de l'histoire, Antoine vit dans un taudis au-dessus d'une station-service à Saint-Camille-de-Holstein, au chômage comme vendeur d'auto d'un concessionnaire General Motors et qui vient de divorcer après avoir trompé sa femme Colombe avec sa stagiaire il y a quelques mois auparavant.
- Recevant un appel de la part de Denis Beauchemin, le responsable sportif de Saint-Zéphyrin, ce dernier incite Antoine à remplacer Don Moisan, l'entraîneur de l'équipe de hockey où son fils Jonathan joue, mort la veille. N'ayant pas d'autres choix, Antoine accepte l'offre pour être auprès de son fils.
- Arrivés à Morinville en autobus, Antoine et son équipe disputent un match contre les Huards de l'endroit, une mêlée générale s'éclate et le nouvel entraîneur est expulsé de la rencontre pour avoir quitté le banc des joueurs pour participer à la bagarre, même s'il tentait de calmer ses joueurs.
- L'équipe remporte la victoire et passe la nuit dans un motel tout près de l'autoroute, Antoine doit partager sa chambre avec K. Nguyen, le coéquipier de Jonathan.
- Au cours de la nuit, Antoine reçoit un aveux troublant de son jeune camarade de chambrée selon lequel Jonathan est impliqué au décès de son prédécesseur. Paniqué, il quitte le motel en emmenant avec lui son fils après avoir vu des policiers devant l'établissement.
- Lors de sa cavale, Jonathan explique à son père que K. Nguyem (de son prénom, Kim) est en fait une fille. Il admet aussi que l'entraîneur Moisan est vraiment victime d'un meurtre sordide parce qu'il est un pédophile.
- En retournant au motel, Antoine et Jonathan découvrent qu'ils ont été abandonnés par le reste de l'équipe. La réceptionniste du motel leur explique que les policiers ne sont venus que pour prendre une pause-cigarette. Antoine doit téléphoner à son ex-femme pour venir les chercher.
- En attendant l'arrivée de Colombe, Antoine et son fils sont dans un restaurant de la chaîne Tim Hortons, et plus tard, Antoine est apostrophé par un homme qui l'a pris pour Moisan.
- Colombe fait monter dans sa voiture son fils et son ex-conjoint. Ce dernier lui raconte sa mésaventure. La mère, qui est peu compréhensive, préfère de ne pas savoir davantage durant le trajet. Colombe fait croire à Antoine sur les détails entourant le meurtre de l'entraîneur.
- Après qu'ils s'arrêtent à Saint-Zéphyrin pour faire le plein d'essence, Colombe et Antoine s'aperçoivent que Jonathan n'est plus dans la voiture. Le couple décida d'entamer les recherches.
- Antoine va au poste de police de la Sûreté du Québec et se déclare à un policier qu'il est l'assassin présumé de Don Moisan. Le policier refuse de le croire et Antoine reçoit des renseignements de sa part selon lesquels d'autres personnes avant lui ont fait les mêmes aveux pour se faire inculper à la place du vrai coupable.
- Colombe le rejoint à sa sortie du poste de police et songe  à effectuer avec lui les recherches pour retrouver Jonathan, et aussi Kim, qui s'est portée disparue à son tour. Un doute plane sur cette dernière : elle est enceinte, mais de qui ? Moisan, ou Jonathan ?
- Antoine croit savoir où se cachent les deux jeunes, la vache métallique géante de la municipalité de Saint-Camille. Colombe dit à Antoine qu'elle savait tout sur les circonstances entourant le meurtre de l'entraîneur Moisan, il voulait faire des avances sexuelles à ses joueurs, incluant Kim, parce qu'elle est la seule fille de l'équipe. Jonathan a froidement assassiné son entraîneur pour défendre sa coéquipière.
- Colombe explique à Antoine qu'elle est en relation avec le policier qu'il a rencontré au poste de tout à l'heure et songe d'acheter un domaine avec lui, ce qui a rendu son ex-mari dévasté.
- À la fin du roman, Antoine et Colombe se sont rendus au monument de la ville, il s'est douté que son fils et son amie sont à l'intérieur de la vache géante en train de faire l'amour. Plus tard, Ils assistent impuissant à une scène horrible : Jonathan et Kim se jettent dans le vide et meurent sur le coup. Ils ont conclu un pacte de suicide.

## Personnages
- Antoine Vachon : personnage principal et narrateur du roman, 39 ans, divorcé et chômeur, qui déteste le hockey et qui sera le nouvel entraîneur-chef de l'équipe où son fils Jonathan joue.
- Jonathan Vachon : personnage central du roman, fils d'Antoine, 14 ans, meilleur joueur de l'équipe. Jonathan possède des secrets qui font perturber ses parents sur son défunt entraîneur et de sa relation amoureuse.
- Colombe : ex-conjointe d'Antoine et mère de Jonathan, elle est une véritable mordue du hockey, contrairement à son mari à qui elle envisage à demander le divorce.
- Kim Nguyen : coéquipière de Jonathan, d'origine vietnamienne, faisant passer pour un garçon par Antoine, elle a des liens étroits avec le défunt entraîneur et Jonathan.
- Denis Beauchemin : président de l'association sportive de Saint-Zéphyrin.
- Don Moisan : ancien entraîneur de l'équipe de Saint-Zéphyrin, il a été tué à la suite des rumeurs sur sa nature sexuelle sur les jeunes de son équipe.

## Anecdotes
- Le nom de l'équipe de hockey de Saint-Zéphyrin n'a jamais été divulgué dans ce roman, le seul indice est la lettre « Z » qui est représentée sur l'uniforme.
- Le nom de famille d'Antoine et de Jonathan sont légèrement modifiés, le nom de Vachon est remplacé par Groleau.
- Un des personnages du roman (Kim Nguyen) a le même nom que celui du réalisateur québécois du film Rebelle.
- La conclusion du roman rappelle à celle du fameux roman Roméo et Juliette de William Shakespeare.